# Liste der Biografien/Kore
Liste der Biografien |
Portal Biografien |
Personensuche
# |
A |
B |
C |
D |
E |
F |
G |
H |
I |
J |
K |
L |
M |
N |
O |
P |
Q |
R |
S |
T |
U |
V |
W |
X |
Y |
Z |
?
 
Ka |
Kb |
Kc |
Kd |
Ke |
Kf |
Kg |
Kh |
Ki |
Kj |
Kl |
Km |
Kn |
Ko |
Kp |
Kr |
Ks |
Kt |
Ku |
Kv |
Kw |
Ky |
Kx |
Kz
 
Koa |
Kob |
Koc |
Kod |
Koe |
Kof |
Kog |
Koh |
Koi |
Koj |
Kok |
Kol |
Kom |
Kon |
Koo |
Kop |
Kor |
Kos |
Kot |
Kou |
Kov |
Kow |
Kox |
Koy |
Koz
 
Kora |
Korb |
Korc |
Kord |
Kore |
Korf |
Korg |
Korh |
Kori |
Korj |
Kork |
Korl |
Korm |
Korn |
Koro |
Korp |
Korr |
Kors |
Kort |
Koru |
Korv |
Korw |
Kory |
Korz
Die Liste der Biografien führt alle Personen auf, die in der deutschsprachigen Wikipedia einen Artikel haben. Dieses ist eine Teilliste mit 89 Einträgen von Personen, deren Namen mit den Buchstaben „Kore“ beginnt.

## Kore
- Kore, Zomadre (* 1986), ivorische Fußballschiedsrichterin

### Koreb
- Korebrits, Joop (1943–2011), niederländischer Fußballspieler

### Korec
- Korec, Ján Chryzostom (1924–2015), slowakischer Jesuit, Bischof von Nitra und Kardinal der römisch-katholischen Kirche
- Koreck, Claudia (* 1986), deutsche Singer-SongwriterinClaudia Koreck (* 1986)

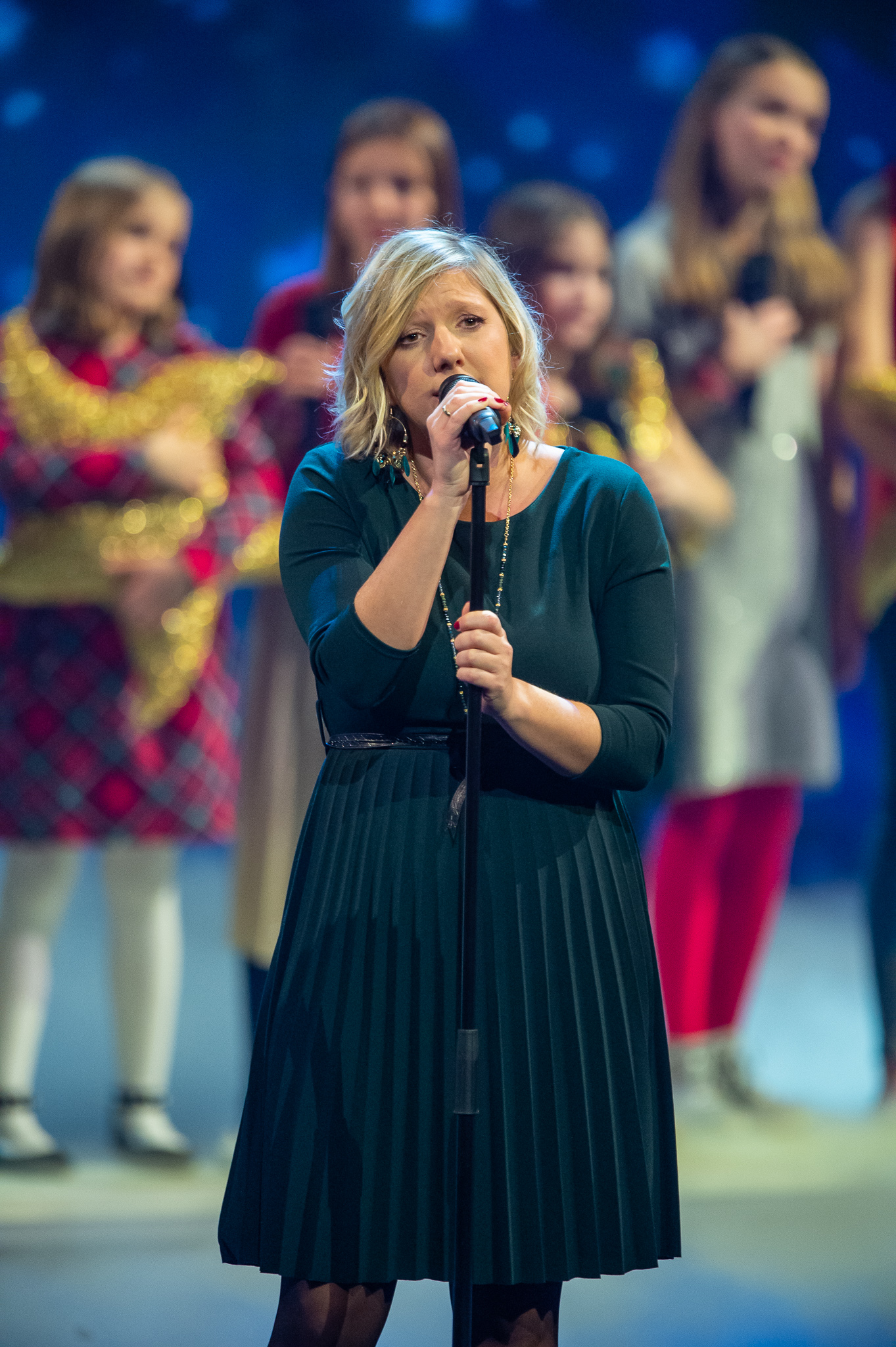
Claudia Koreck (* 1986)

- Korecki, Aleksander (* 1955), polnischer Jazz- und Rocksaxophonist, Bassklarinettist, Multiinstrumentalist, Komponist und Textdichter

### Kored
- Korede, Ajayi Opeyemi (* 1996), nigerianischer Fußballspieler

### Koree
- Koree, deutscher Musikproduzent, Rapper und Unternehmer
- Koreeda, Hirokazu (* 1962), japanischer Filmregisseur, Drehbuchautor, Filmeditor und Filmproduzent
- Koreen, Maegie (* 1954), deutsche Chansonsängerin und Autorin

### Koref
- Koref, Elmire (1894–1975), österreichische Schauspielerin und Dramatikerin
- Koref, Ernst (1891–1988), österreichischer Politiker (SDAP) und Bürgermeister von Linz, Abgeordneter zum Nationalrat, Mitglied des Bundesrates
- Koref, Fritz (1884–1969), Physikochemiker
- Koref-Musculus Stemmler, Gertraud (1889–1972), deutsch-schweizerische Malerin
- Koreff, David Ferdinand (1783–1851), deutscher Arzt und Literat

### Koreh
- Koréh, Endré (1906–1960), österreichischer Opernsänger in der Stimmlage Bass

### Korei
- Kōrei (342 v. Chr.–215 v. Chr.), 7. Tennō von Japan (290 v. Chr.–215 v. Chr.)
- Koreimann, Arnold (* 1957), österreichischer Fußballspieler

### Korej
- Korejs, Jan (1907–1949), tschechoslowakischer Stabhochspringer
- Korejwo, Aleksandra (* 1958), polnische Trickfilmmacherin und Regisseurin

### Korek
- Korek, Christian (* 1965), deutscher Fußballspieler
- Korek, Dusty (* 1995), kanadischer Skispringer

### Korel
- Korel, Bergüzar (* 1982), türkische Schauspielerin
- Korell, Adolf (1872–1941), deutscher Politiker (DDP), MdR
- Korell, Franklin F. (1889–1965), US-amerikanischer Politiker
- Korell, Günter (1937–2023), deutscher Historiker, Geschichts- und Sportlehrer und Handballspieler
- Korell, Gustav (1871–1935), Landtagsabgeordneter Großherzogtum Hessen
- Korell, Simone (* 1968), deutsche Squashspielerin
- Korell, Steffen (* 1971), deutscher Fußballspieler
- Korell, Thomas (* 1983), deutscher Politiker (AfD), MdL
- Korelowa, Alexandra Jurjewna (* 1977), russische Dressurreiterin

### Korem
- Korem, Aya (* 1980), israelische Sängerin
- Korematsu, Fred (1919–2005), amerikanischer Bürgerrechtler japanischer HerkunftFred Korematsu (1919–2005)

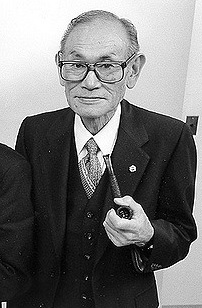
Fred Korematsu (1919–2005)

### Koren
- Koren, Benjamin Samuel (* 1981), deutscher Architekt, Künstler, Musiker und Informatiker
- Koren, Einar Riegelhuth (* 1984), norwegischer Handballspieler
- Koren, Eliyahu (1907–2001), israelischer Verleger und Schriftdesigner
- Korén, Elsa (1920–1990), deutsche Schauspielerin
- Koren, Gal (* 1992), kroatisch-slowenischer Eishockeyspieler
- Koren, Hanns (1906–1985), österreichischer Volkskundler und Politiker (ÖVP), Landtagsabgeordneter, Abgeordneter zum Nationalrat
- Korén, Helga (* 1943), deutsche Schauspielerin und Schriftstellerin
- Koren, Jitzchak (1911–1994), israelischer Politiker
- Koren, Johan (1809–1885), norwegischer Arzt und Zoologe
- Koren, Johan (1879–1919), norwegischer Jäger und Polarforscher
- Koren, Johannes (* 1939), österreichischer Journalist
- Korén, Juliane (1951–2018), deutsche Schauspielerin
- Koren, Katja (* 1975), slowenische Skirennläuferin
- Koren, Kristijan (* 1986), slowenischer Radrennfahrer
- Koren, Nurit (* 1960), israelische Politikerin
- Koren, Ofir (* 1992), israelischer Eishockeyspieler
- Koren, Petter Mørch (1910–2004), norwegischer Politiker (Kristelig Folkeparti), Minister und Fylkesmann
- Koren, Robert (* 1980), slowenischer Fußballspieler
- Koren, Simona (* 1993), österreichisch-kroatische Fußballspielerin
- Koren, Stephan (1919–1988), österreichischer Politiker (ÖVP), Abgeordneter zum NationalratStephan Koren (1919–1988)

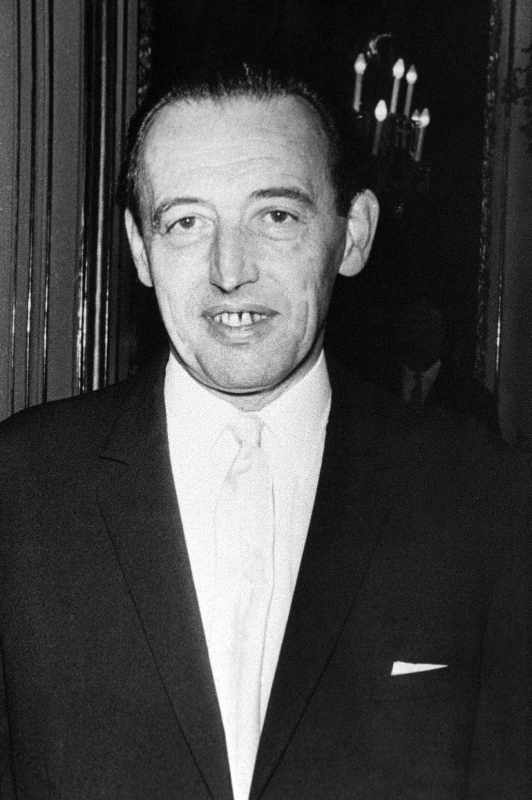
Stephan Koren (1919–1988)

- Koren, Stephan (* 1957), österreichischer Bankmanager
- Koren, Steve (* 1966), US-amerikanischer Drehbuchautor und Filmproduzent
- Koren, Vilhelm (1921–2016), norwegischer Automobil- und Möbeldesigner
- Koren, Ziv (* 1970), israelischer Fotojournalist
- Koren-Wiberg, Christian (1870–1945), norwegischer Kulturhistoriker und Künstler
- Kořenář, Josef (* 1998), tschechischer Eishockeytorwart
- Korenblek, Siebe (* 2002), niederländischer Volleyballspieler
- Korenčiová, Mária (* 1989), slowakische Fußballspielerin
- Korendjassow, Jewgeni Nikolajewitsch (* 1936), sowjetischer und russischer Diplomat und Übersetzer aus dem Französischen
- Koreneva, Oxana (* 1992), griechische Weit- und Dreispringerin
- Koreng, Bogna (* 1965), sorbische Journalistin und Moderatorin
- Koreng, Eric (* 1981), deutscher Beachvolleyballspieler
- Korenjak, Martin (* 1971), österreichischer Altphilologe
- Korenka, Jonas (1956–2019), litauischer Theaterregisseur und Politiker
- Kořenský, Jan (1937–2022), tschechischer Linguist
- Korentschuk, Illja (* 1995), ukrainischer Eishockeyspieler
- Korény, Béla (* 1946), österreichischer Pianist, Komponist und Konzertveranstalter

### Korep
- Korepin, Wladimir Jewgenjewitsch (* 1951), russischer mathematischer Physiker

### Kores
- Koreschkow, Alexander (* 1968), kasachischer Eishockeyspieler
- Koreschkow, Jewgeni (* 1970), kasachischer Eishockeyspieler und -trainer
- Koreschtschenko, Arseni Nikolajewitsch (1870–1921), russischer Komponist
- Koresh, David (1959–1993), US-amerikanischer SektenführerDavid Koresh (1959–1993)

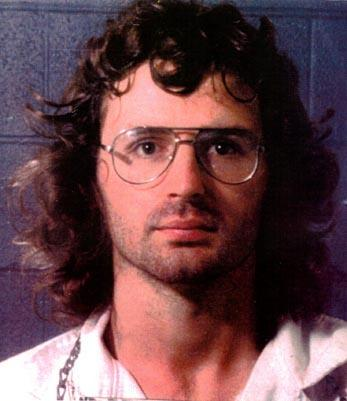
David Koresh (1959–1993)

- Korešová, Iveta (* 1989), tschechische Handballspielerin

### Koret
- Koretz, Paul (1885–1980), österreichischer Künstleragent und Filmfirmenmanager
- Koretz, Zvi (1884–1945), Großrabbiner von Thessaloniki
- Koretzky, Clément (* 1990), französischer Straßenradrennfahrer
- Koretzky, Victor (* 1994), französischer Radrennfahrer

### Korev
- Korevaar, Demi (* 2000), niederländische Volleyballspielerin
- Korevaar, Jacob (1923–2025), niederländisch-US-amerikanischer Mathematiker
- Korevaar, Jeanne (* 1996), niederländische Radrennfahrerin
- Korevaar, Nijs (1927–2016), niederländischer Wasserballspieler

### Korey
- Korey, Tinsel (* 1980), kanadische Sängerin und Schauspielerin
- Koreyasu (1264–1326), japanischer Shōgun des Kamakura-Shōgunates
- Koreyasu, Norikatsu († 2011), japanischer Jazzmusiker

### Korez
- Korezki, Boris Nikolajewitsch (* 1961), sowjetischer Florettfechter
- Korezki, Wiktor Borissowitsch (1909–1998), russisch-sowjetischer Grafiker
- Korezki, Wladimir Michailowitsch (1890–1984), ukrainisch-sowjetischer Jurist